# 裸地
| ウィキペディアには「裸地」という見出しの百科事典記事はありません（タイトルに「裸地」を含むページの一覧/「裸地」で始まるページの一覧）。 代わりにウィクショナリーのページ「裸地」が役に立つかもしれません。 |